# وزیر در دفتر نخست‌وزیر اسرائیل
وزیر در دفتر نخست‌وزیر اسرائیل (انگلیسی: Minister in the Prime Minister's Office، عبری: שר במשרד ראש הממשלה‎، ت. «Sar BeMisrad Rosh HaMemshala») وزیر و عضوی از کابینه اسرائیل است که توسط نخست وزیر اسرائیل منصوب می‌شود تا به نمایندگی از نخست وزیر، به امور مختلف رسیدگی کند.